# Azzariti (briganti)
Domenico (San Pietro a Maida, ... – ...; fl. XVIII-XIX secolo), 
Pasquale (San Pietro a Maida, 1786 – 30 novembre 1810), 
Saverio (San Pietro a Maida, ... – 5 aprile 1811) e 
Antonio Cefali (San Pietro a Maida, ... – 20 marzo 1811), detti gli Azzariti, furono dei briganti italiani.
A capo di una banda di circa trecento briganti, commisero parecchie azioni violente e furono uccisi o imprigionati dall'aiutante generale Giuseppe Iannelli nel biennio 1810-1811.

## Biografia
Gli Azzariti nacquero a San Pietro a Maida dalla famiglia di un "galantuomo". Già prima del 1799, si dedicarono in campagna alla vita da briganti dedicandosi ad ogni tipo di "estorsione". Nel 1806 furono dalla parte degli inglesi e commisero una lunga serie violenti massacri persino tra i loro alleati come ad esempio L. Vincenzo Fabiani alla cui famiglia, una delle più in vista di Vibo Valentia, furono incendiati tutti i possedimenti finendo in condizioni di indigenza.
Gli Azzariti commisero massacri di ogni sorta e una lunga serie di mutilazioni. Furono il terrore dei territori di Maida, San Vito, Serrastretta, Filadelfia e Squillace ricevendo gli ordini dal loro zio Domenico Antonio Cefali (anch'egli componente della banda degli Azzariti). Furono a capo di una banda di briganti di circa trecento unità, che fu distrutta dall'aiutante generale Giuseppe Iannelli secondo quanto riportato nella biografia stilata dallo stesso Iannelli e conservata presso la Biblioteca nazionale di Francia.

## I componenti
Secondo quanto riportato dallo stesso Giuseppe Iannelli, i componenti degli Azzariti furono:
- Pasquale Cefali (1786 - 30 novembre 1810)
- Antonio Cefali (1777 - 20 marzo 1811)
- Saverio Cefali (? - 5 aprile 1811)
- Lo zio Domenico Antonio Cefali (arrestato e condannato all'ergastolo)[3]